# Pibanga costulata
Pibanga costulata là một loài bọ cánh cứng trong họ Cerambycidae.